# Шестниково (Псковська область)
Шестниково (рос. Шестниково) — присілок в Опочецькому районі Псковської області Російської Федерації.
Населення становить 12 осіб. Входить до складу муніципального утворення Болгатовська волость.

## Історія
Від 2015 року входить до складу муніципального утворення Болгатовська волость.

## Населення
| 2001 | 2002 | 2010 | 2013 | 2014 | 2015 | 2016 |
| ---- | ---- | ---- | ---- | ---- | ---- | ---- |
| 19   | →19  | ↘16  | ↘10  | ↘7   | ↗10  | ↗12  |